# Ayman Azhil
Ayman Azhil (ur. 10 kwietnia 2001 w Düsseldorfie) – marokański piłkarz niemieckiego pochodzenia występujący na pozycji pomocnika w holenderskim  klubie  RKC Waalwijk do którego jest wypożyczony z  Bayeru Leverkusen, którego jest wychowankiem.